# Svatba bez prstýnku
Svatba bez prstýnku (en txec Casament sense anell és una pel·lícula dramàtica de Txecoslovàquia del 1972 dirigida per Vladimír Čech amb un guió de Zdenek Bláha basat en la novel·la Kulhavý Orfeus de Jan Otcenásek.

## Sinopsi
Durant l'ocupació alemanya de Txecoslovàquia, Vojta, un jove obrer de la fàbrica que col·labora amb la resistència, es casa amb Alena, una noia de benestant mimada i cínica, filla del propietari del pis on viu amb la seva mare, per tal de salvar-la del treball forçat a Alemanya, ja que ha acabat els estudis. Quan està en perill per la Gestapo, ella no fa res per ajudar-lo. De fet, aviat li parla del seu desig de divorciar-se. Disgustat, ell i els seus amics s'escapen als turons per unir-se als partisans.

## Repartiment
- Michal Pavlata... Vojta
- Jana Preissová... Alena
- Josef Beyvl… Sumar
- Zdenek Braunschläger... 	Membre de la Gestapo
- Josef Burda
- Valerie Chmelová
- Josef Chvalina ... 	Baschke

## Recepció
Fou seleccionada per participar en la selecció oficial del Festival Internacional de Cinema de Sant Sebastià 1972, encara que no fou ben rebuda per la crítica.